# Мельников, Авраам (скульптор)
Авраам Мельников (16 июня 1892 — 27 августа 1960) — израильский художник и скульптор, творчество которого относится к периоду Ишува. Наиболее известной работой является памятник «Рычащий лев» в Тель-Хай.

## Биография
Авраам Мельников родился в Бессарабской губернии в 1892 году. В 1909 году уехал в Вену для получения медицинского образования, но вскоре бросил учёбу и начал посещать венскую академию художеств. Потеряв финансовую поддержку родителей, вместе с братом переехал в Чикаго. В 1919 году репатриировался в Эрец-Исраэль и начал служить в Еврейском легионе. Скульптурным творчеством начал заниматься уже в молодости, и после завоевания Беэр-Шевы британской армией создал статую генерала Эдмунда Алленби, которая была установлена в городском парке Беэр-Шевы (статуя была разрушена в результате беспорядков, связанных с арабским восстанием (1936—1939)).
Мельников участвовал в групповых выставках художников Эрец-Исраэль в Башне Давида, проводимых в 1920-х годах ежегодно, и в своих скульптурных произведениях выразил дух еврейского искусства, сформировавшегося на земле Израиля. Он создал уникальный стиль, связывающий корни еврейского народа с примитивистским началом, далёким от европейского классического наследия, под влиянием скульптурного искусства ассирийского периода.
Мельников был избран в состав первого комитета Ассоциации художников и скульпторов Израиля, вместе с Иосифом Зарицким и Реувеном Рубиным.
В 1925 году Мельников приехал в Галилею, где встретился с членами Трудового батальона во главе с Ицхаком Саде. Увидя массовое захоронение жертв Тель-Хай, представшее его взору на открытой местности, он предложил создать большую статую-памятник. Борис Шац, основатель школы «Бецалель», организовал работы по добыче необходимого для Мельникова материала горной породы. Процесс работы занял несколько лет, и в результате была создана статуя «Рычащий лев», которая стала национальным символом. Памятник был впервые представлен в ходе торжественной церемонии, состоявшейся 22 февраля 1934 года.
В 30-е годы Мельников уехал в Англию, но там его искусство не обрело успех и признание. В Лондоне он создавал скульптурные изображения известных личностей, в том числе Артуро Тосканини, леди Мелчетт и её сына, политиков Эрнста Бевина и Уинстона Черчилля, Сары Черчилль и других. Большинство из «английских» скульптур Мельникова (200 скульптур) были уничтожены в ходе воздушной бомбардировки Британии нацистской Германией во время Второй мировой войны. На самом деле, от скульптуры «Христос-негр» (гипсовый макет, 1948—1949) остались только фотографии, также как от керамической статуи «Нищий» (дата неизвестна) и от бюста Малки Локер — поэтессы, писавшей на идише (гипс, 1936).
В 1959 году он вернулся в Израиль и через год умер в Хайфе, в возрасте 68 лет. Авраам Мельников был похоронен на кладбище в Кфар-Гилади вместе со своей женой Шарлоттой (умерла в 1949 году), после него осталась одна дочь.
В национальном парке в Рамат-Гане находится статуя Мельникова «Пробуждение Иегуды».

## Основные работы

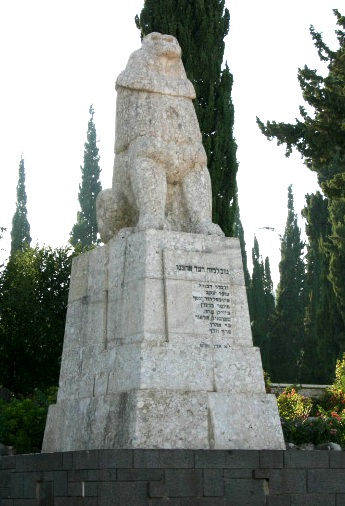
Рычащий лев (1928—1934). Камень. Тель-Хай.
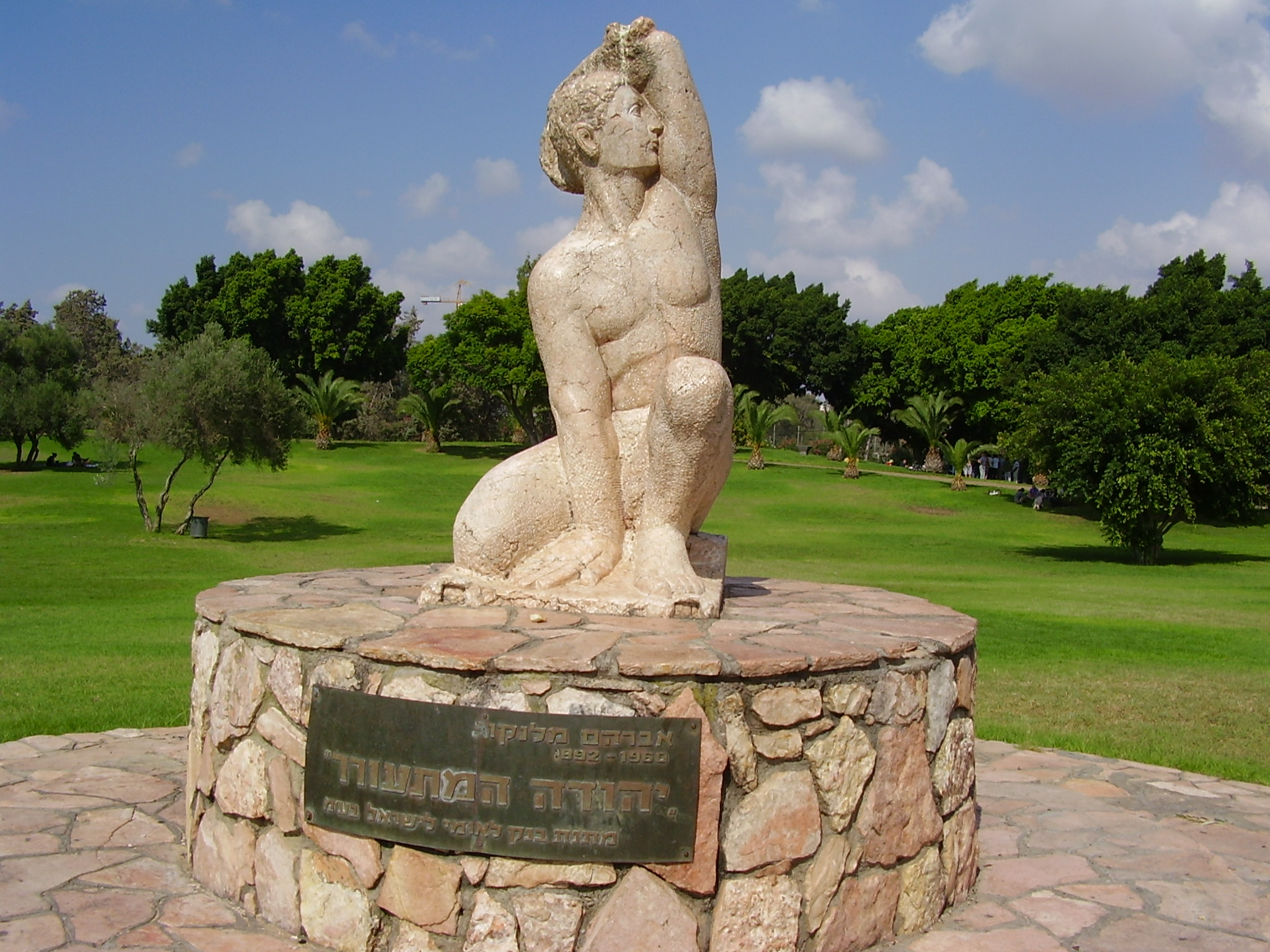
Пробуждение Иегуды. Камень. Национальный парк, Рамат-Ган
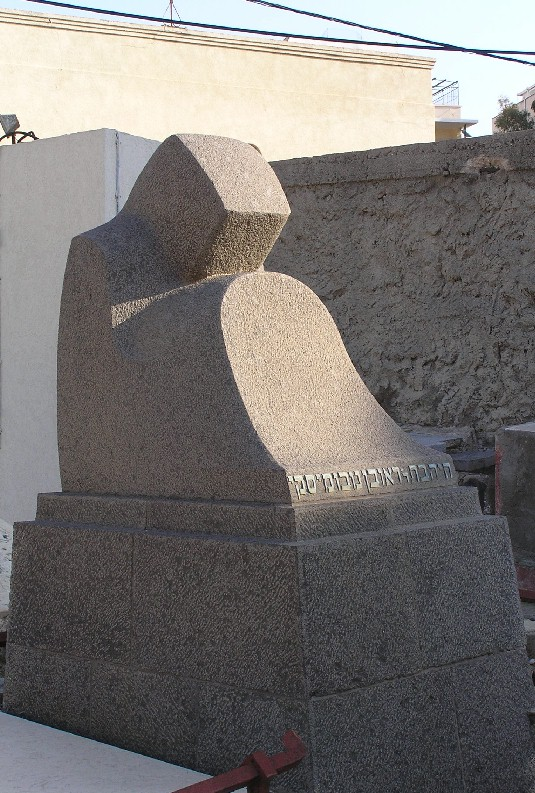
Надгробие на могиле Хаи Новомейской. Камень. Кладбище Трумпельдор.
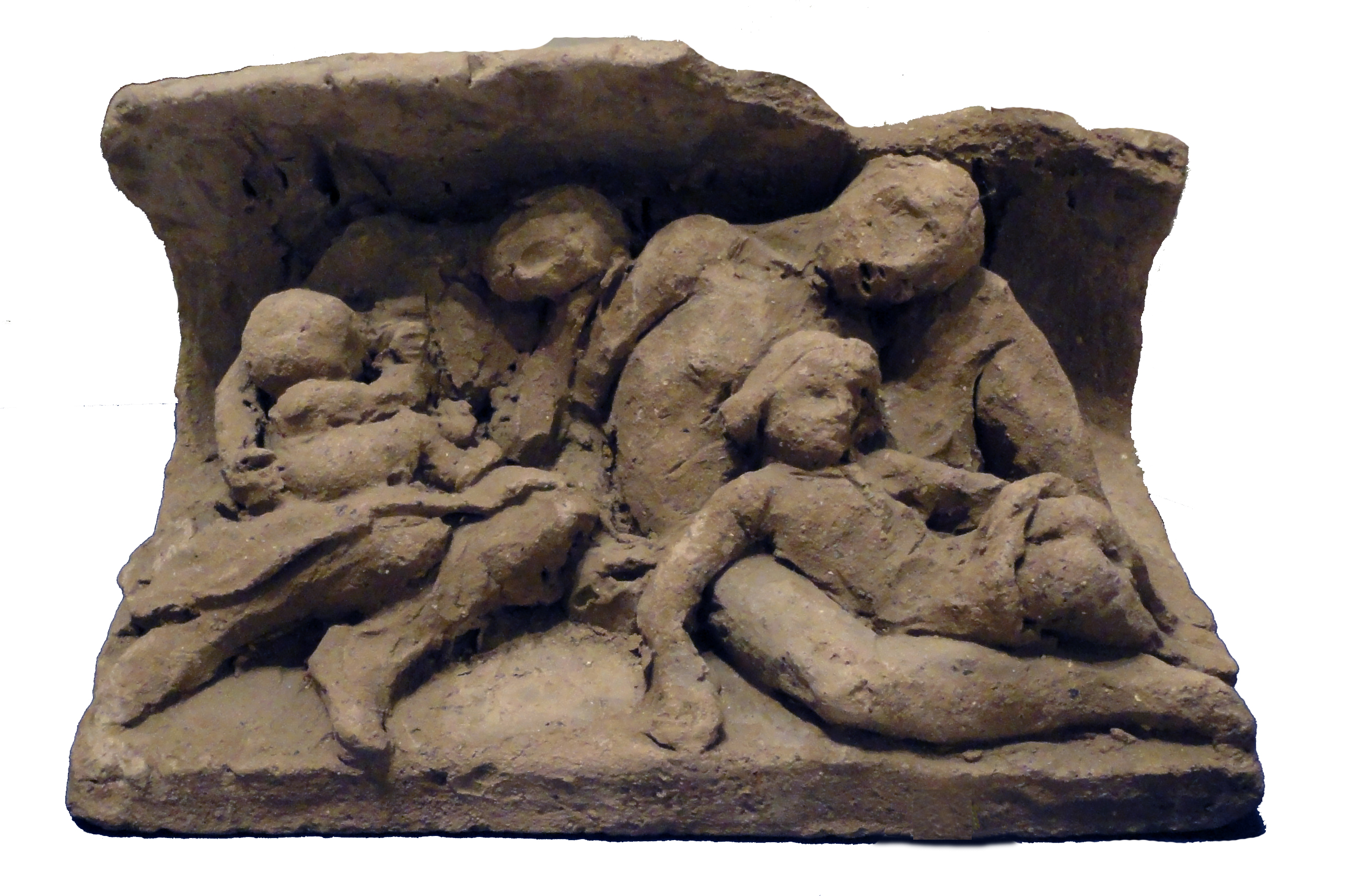
Люди, ищущие убежище. Глина, высота 11x21 см. Частная коллекция.